# 塔拉斯烏帕齊拉
塔拉斯乌帕齐拉是孟加拉国錫拉傑甘傑縣的一个乌帕齐拉，位於拉傑沙希专区的錫拉傑甘傑縣。。

## 人口
據1991年孟加拉國人口普查，塔拉斯共有戶數26,254戶，人口195964人。其中男性佔比50.64%，女性佔比49.36%；成年人口98,421人。該地7歲以上人口之平均識字率為39.0%。